# Sant'Andrea (Colle di Val d'Elsa)
Sant'Andrea è una località del comune italiano di Colle di Val d'Elsa, nella provincia di Siena, in Toscana.

## Geografia fisica
Sorge poco fuori dell'abitato di Colle di Val d'Elsa in direzione della statale per Volterra, prima della frazione de Le Grazie. La strada di accesso inizia al bivio dove si trova la chiesa di San Biagio. 

## Storia
Il borgo risale al periodo alto-medievale (XI secolo) ed era noto come Sant'Andrea a Strada. Contava 51 abitanti nel 1551, 188 nel 1745 e 208 nel 1833. 

## Monumenti e luoghi d'interesse
Vi è ubicata la chiesa di Sant'Andrea a Strada che era già esistente all'inizio del 1100, menzionata in alcune Bolle Pontificie del XII secolo. All'epoca, in quanto appartenente al piviere nullius dioecesis, era esentata dal pagamento delle decime. Per secoli sotto il patronato della famiglia Luci, venne parzialmente demolita in occasione delle soppressioni leopoldine del 1783 e il titolo di Sant'Andrea venne aggregato a quello di Santa Maria delle Grazie.
Inglobata nelle case della frazione, ha una struttura molto semplice ad aula con copertura in legno, facciata a capanna e piccolo campanile a vela. Costruita in arenaria e altri materiali, è stata oggetto di diverse ricostruzioni. È stata danneggiata durante il passaggio del fronte nella seconda guerra mondiale. Nei pressi di Sant'Andrea erano ubicati importanti possedimenti della famiglia Usimbardi.
Nei pressi si trova un'altra località dal nome altisonante “Il Paradiso”, piccolo agglomerato di case rurali.